# LonTalk
LonTalk je komunikační protokol vyvinutý firmou Echelon Corporation používaný na průmyslové sběrnici LonWorks. Protokol byl standardizován pod označením ANSI/EIA 709.1 Control Networking Standard. Na rozdíl např. od skupiny protokolů TCP/IP, tento protokol definuje všech sedm vrstev referenčního modelu ISO/OSI. Spodních šest vrstev bývá obsaženo ve firmware tzv. neuron-čipu, vývojář se obvykle zabývá pouze programováním poslední aplikační vrstvy.
Protokol poskytuje různé služby, např. posílání potvrzovaných nebo nepotvrzovaných zpráv, mechanismus dotaz-odpověď, hromadné rozesílání zpráv všem (broadcast) nebo pouze určité skupině (group), periodické zasílání zpráv. Navíc je také implementován přenos tzv. stavových proměnných, kdy lze dvě zařízení, např. snímač a výkonový člen, nakonfigurovat tak, aby snímač automaticky posílal výkonovému členu pakety se změřenou hodnotou. Navenek se pak taková dvojice chová, jakoby mezi snímačem a výkonovým členem existovalo přímé dvouvodičové zapojení. Pokud však LonTalk slouží jako „přenosové médium“ pro nějakou vyšší vrstvu (např. BACnet), nemusí být mechanismus stavových proměnných vůbec použit a nadřazený protokol může z LonTalku používat např. pouze posílání nepotvrzovaných paketů. (Analogií ve světě Internetu může být např. protokol vystavěný nad UDP.)